# Родригес, Тито
Ти́то Родри́гес Лоса́да (исп. Pablo Rodríguez Lozada; 4 января 1923, Сантурсе, Сан-Хуан, Пуэрто-Рико — 28 февраля 1973, Корал-Гейблс, Флорида, США) — популярный в 1950—1960-е годы певец и руководитель латиноамериканского оркестра, звезда стиля «мамбо», часто почтительно называемый поклонниками «Незабвенным» (исп. El Inolvidable).

## Детство и юность
Родригес родился в районе Сан-Хуана — Сантурсе в семье Хосе и Северины Родригес (José y Severina Rodríguez). Рано заинтересовавшись музыкой, с детства он был окружён музыкальными игрушками: гитарами, пианино и трубами. Старший брат Тито, Джонни Родригес (Johnny Rodríguez), был популярным в Пуэрто-Рико композитором-песенником и руководителем оркестра; его пример вдохновил Тито стать музыкантом. В 1936 году, 13-ти лет он стал певцом группы Ладислао «Лади» Мартинеса (Ladislao «El maestro Ladí» Martínez) «Индустриас нативас» (Industrias Nativas), а в 16 лет впервые принял участие в записи пластинки вместе с Квартетом «Майари» (Cuarteto Mayari). В 1940, вскоре после смерти родителей, Тито эмигрировал в Нью-Йорк, где собирался поселиться у старшего брата, Джонни, переехавшего в США в 1935 году.

## Начало карьеры
Приехав в Нью-Йорк, Тито нашёл работу в оркестре Эрика Мадригеры (Eric Madriguera), играя на бонго и исполняя вокальные партии. В 1941 году он записал песни «Любовь гуахиро» (Amor guajiro), «Подойди ближе» (Acercate mas) и «Это была компарса» (Se fue la comparsa). В 1942 году Родригес присоединился к оркестру Ксавьера Кугата (Xavier Cugat) и записал такие вещи как: «Бин, бам, бум» (Bin, bam, bum) и «Салат из конг» (Ensalada de congas).
На год Родригес был призван в армию США. После демобилизации он вернулся в Нью-Йорк и поступил в оркестр Хосе Курбело (José Curbelo). Во время одного из выступлений в «Чайна долл кабаре» (China Doll Cabaret) Тито познакомился с юной хористкой японского происхождения, Тоби Кеи (Tobi Kei, урождённой Такэку Кунимацу, Takeku Kunimatsu), которая впоследствии стала его женой.

## Сольный дебют
В 1947 году Тито Родригес дебютировал со своим собственным оркестром, который он назвал «Лос дьяблос дель мамбо» (Los Diablos del Mambo — «Дьяволы мамбо»). В 1950 году Родригес поступил в Джульярдскую школу сценического искусства, где учился по классу вибрафона, ксилофона и перкуссии. В том же году название его оркестра была изменено на «Лос лобос дель мамбо» (Los Lobos del Mambo — «Волки мамбо»), но чуть позже Тито отказался от обоих этих вариантов. Тогда он решил назвать свой ансамбль просто — «Оркестр Тито Родригеса» (The Tito Rodriguez Orchestra). Первая же песня — «Поцелуй меня, Бемба» (Besame La Bemba), записанная оркестром под этим новым именем, — стала хитом. В 1952 году за разработку собственного уникального стиля Родригес был поощрён «Сенчури консерватори» (Century Conservatory of Music of New York). Два года подряд его оркестр становился лауреатом премии «Гран трофео» (Gran Trofeo Award).
В 1953 году Тито Родригес услышал перкуссиониста по имени Хосе «Чео» Фелисиано. Он был так вдохновлён его игрой, что сразу же предложил работу в своём оркестре. Родригес также решил попробовать Фелисиано в качестве певца и дал ему возможность выступить в танцевальном клубе «Палладиум» (Palladium Ballroom), знаменитом «Доме мамбо». Впоследствии Чео перешёл в другую группу, однако их дружба с Родригесом продолжалась до конца дней.
Среди множества групп, выступавших в «Палладиуме», особо выделялись оркестры Чарли Палмьери и Тито Пуэнте. Между двумя Тито — Родригесом и Пуэнте — быстро возникло соперничество, длившееся многие годы. Это было время бума латиноамериканских ритмов — время ча-ча-ча и мамбо.

## Тито против Тито
«Дуэль» между двумя Тито нашла своё отражение и на грампластинках. «Передай моему сопернику, что я здесь» (Avisale a mi contrario que aqui estoy yo), «Мне жаль тебя» (Que pena me da) — вот лишь два образчика, характеризующие сложные взаимоотношения между Родригесом и Пуэнте.
Непросто сложилась у Родригеса и отношения с Джонни Пачеко (будущим основателем компании «Фаниа») который как-то раз делал аранжировку одной из песен для оркестра Тито Родригеса. Затем Пачеко был нанят Тито Пуэнте и сделал аранжировку трёх композиций для него. Поскольку финансовое положение Джонни в те времена было не блестящим, он вновь заглянул в репетиционную студию оркестра Тито Родригеса чтобы поинтересоваться, нет ли для него новой работы, но, не застав Родригеса на месте, ушёл. Вернувшись в студию и узнав о визите Пачеко, Родригес не только не дал тому работы и запретил своим музыкантам поддерживать какие бы то ни было контакты с ним, но более того — написал ставшую вскоре популярной песню «Твои дела меня не волнуют» (A mí no me importas tú) — косвенный, но вполне прозрачный выпад в сторону Пачеко.

## Шестидесятые
Интерес к рок-музыке, ставшей необыкновенно популярной к началу 1960-х годов, не мог не оказать влияния и на латиноамериканскую музыку. Латиноамериканские группы начали отходить от классического «биг-бэндовского» мамбо, переключившись на звучащие более современно бугалу и сальсу, популярные среди латиноамериканской молодёжи. Родригес же решил попробовать свою удачу в жанре болеро и записал несколько пластинок, многие песни с которых стали очень популярны — уже упомянутая выше песня El Inolvidable Хулио Гутьерреса и «В одиночестве» (En la soledad) Пучи Бальсейро (Puchi Balseiro), которые многие признают вершиной карьеры Тито Родригеса: по всему миру было продано более полутора миллионов экземпляров дисков. Кроме того, Тито Родригес продюсировал альбомы таких групп, как «Лос Испанос» (Los Hispanos) и «Лос Монтемар» (Los Montemar).

## Последние годы
В 1970 году Тито Родригес вернулся в Пуэрто-Рико и поселился в своём родном районе Сан-Хуана — Сантурсе, выстроив для своей семьи дом в японском стиле (как было упомянуто выше, жена Тито была по происхождению японкой). Вскоре после возвращения Родригеса на родину 7-й канал телевидения Сан-Хуана начал транслировать программу «Шоу Тито Родригеса» (El show de Tito Rodríguez), в котором принимали участие популярные музыканты. Кроме того, Родригес основал собственную студию грамзаписи — «ТР Рекордс» (TR Records).
Последнее публичное выступление Тито Родригеса состоялось 2 февраля 1973 года — это было выступление с Мачито и его оркестром в нью-йоркском зале Мэдисон-Сквер-Гарден.
28 февраля 1973 года Тито Родригес скончался от лейкемии в своём доме в городе Корал-Гейблс (Флорида, США), куда его незадолго до того перевезла жена.

## Значение
В апреле 1999 года состоялась торжественная церемония занесения имени Тито Родригеса на скрижали Международного зала славы латиноамериканской музыки. Тито Родригеса на этом мероприятии представлял его сын, Тито Родригес-младший. Чео Фелисиано записал альбом, посвящённый памяти Родригеса. Японский дом Тито Родригеса в Сан-Хуане является одной из туристических достопримечательностей города.

## Избранная дискография
- Esta es mi Historia (WS Latino, 19__)
- Tito Rodríguez Live at the Palladium (United Artists, 1960)
- Charanga, Pachanga (WS Latino, 1961)
- Tito Returns to the Palladium — Live (WS Latino, 1961)
- Latin Twist (WS Latino, 1962)
- Tito’s Hits (WS Latino, 1962)
- Let’s do the Bossanova (WS Latino, 1962)
- Tito Rodríguez from Hollywood (Palladium Records, 1963)
- Tito Rodríguez Live at Birdland (Palladium Records, 1963)
- From Tito With Love (WS Latino, 1963)
- Carnaval de las Américas (WS Latino, 1964)
- En la Oscuridad (WS Latino, 1967)
- Esta es mi Orquesta (WS Latino, 1968)
- Inolvidable (TR Records, 1969)
- Tito Dice… Sepárala También con el Sexteto La Playa (Fania, 1971)
- Nostalgia con Tito Rodríguez (1949 a 1958) (Tico Records-Fania Legend, 1972)
- Palacio de la Música-WS Latino «Tito Rodríguez con la Rondalla Venezolana: Eternamente» (1993)
- Cindy & Tito Rodríguez: Alma con Alma (Palacio América, 1995)
- Tito Rodríguez con la Rondalla Venezolana: Nuevamente Juntos (Palacio de la Música-WS Latino, 1999)